# What Is This Thing Called Love?
"What Is This Thing Called Love?" là một bài hát phổ biến năm 1929 được Cole Porter viết cho phim ca nhạc Wake Up and Dream. Bài hát được Elsie Carlisle biểu diễn lần đầu tiên vào tháng 3 năm 1929. Bài hát đã trở thành tiêu chuẩn nhạc jazz nổi tiếng và là một trong những tác phẩm được chơi nhiều nhất của Porter.
Wake Up and Dream thực hiện 263 chương trình ở London. Chương trình cũng được chú ý ở New York, và các nhà phê bình ca ngợi việc trình diễn bài hát của Tilly Losch. Chương trình được trình diễn trên sân khấu Broadway vào tháng 12 năm 1929; trong bản dịch của Mỹ, " What Is This Thing Called Love ?" được hát bởi Frances Shelley. Ginny Simms trình diễn ca khúc trong bộ phim tiểu sử năm 1946 về cuộc đời của Porter, Night and Day.
Nhạc sĩ jazz khởi thủy tập hợp các bài hát trong thư mục của họ. Các bản ghi của Ben Bernie và Fred Rich đã đưa nó lên bảng xếp hạng vào năm 1930, và bài hát cũng được thu âm bởi nghệ sĩ piano James P. James, nghệ sĩ clarinet Artie Shaw và tay guitar Les Paul. Tác phẩm thường được trình diễn với tốc độ nhanh; Bản ghi năm 1956 của Clifford Brown và Max Roach với Sonny Rollins là một trong những phiên bản nhạc uptempo nổi tiếng nhất. Nhà phê bình nhạc đồng quê Sidney Bechet đã thực hiện một bản dịch chậm vào năm 1941 với Charlie Shavers.
Tiến trình hợp âm của bài hát là cơ sở của một số bài nhạc jazz (contrafact), như: 
•	"Hot House"[3] by Tadd Dameron

•	"Barry's Bop" by Fats Navarro

•	"Subconscious-Lee" by Lee Konitz

•	"Fifth House" by John Coltrane

•	"Wham Bam Thank You Ma'am" by Charles Mingus

•	"Old K. (Kerope Zildjian) by Pierre Courbois

## Đĩa nhạc đáng chú ý
•	George Metaxa - single (1929)

•	Libby Holman - single (1930)

•	Tommy Dorsey - single (1942 - Victor 27782) Sy Oliver's arrangement featured Connie Haines' singing and Ziggy Elman on trumpet.

•	The King Cole Trio - (1944)

•	Billie Holiday with Bob Haggart and His Orchestra (Joe Guy on trumpet, Bill Stegmeyer on alto saxophone, Armand Camgros and Hank Ross on tenor saxophones, Stan Webb on baritone saxophone, Sammy Benskin on piano, Tiny Grimes on guitar, Bob Haggart on bass and conductor, Specs Powell on drums, and a strings sextet) in New York City on August 14, 1945 for Decca.

•	Frank Sinatra – In the Wee Small Hours (1955)

•	Ella Fitzgerald – Ella Fitzgerald Sings the Cole Porter Songbook (1956)

•	Clifford Brown and Max Roach Quintet – Clifford Brown and Max Roach at Basin Street (1956)

•	Julie London – Julie Is Her Name, Volume II (1958)

•	Bill Evans – Portrait in Jazz (1959)

•	Anita O'Day – Anita O'Day Swings Cole Porter with Billy May (1959)

•	Don Ellis – Jazz Jamboree 1962 (1962)

•	Coleman Hawkins – Live in England '64 with Harry "Sweets" Edison (Jazz Icons Series IV) (1964)

•	The Pasadena Roof Orchestra – The Best of the Pasadena Roof Orchestra (1973)

•	Dexter Gordon on his album "The Other Side of Round Midnight" (1985)

•	Wynton Marsalis – Standard Time Vol.2 (1991)

•	Jazz Orchestra of the Delta - Big Band Reflections of Cole Porter (2003)

•	Lemar – De-Lovely Soundtrack (2004)

•	Gwyneth Paltrow – Infamous Soundtrack (2005)

•	Iggy Pop – Après (2012)